# 2009 en Moldavie
2007 en Moldavie - 2008 en Moldavie - 2009 en Moldavie - 2010 en Moldavie - 2011 en Moldavie
2007 par pays en Europe - 2008 par pays en Europe - 2009 par pays en Europe - 2010 par pays en Europe - 2011 par pays en Europe]

## Chronologie

### Janvier 2009

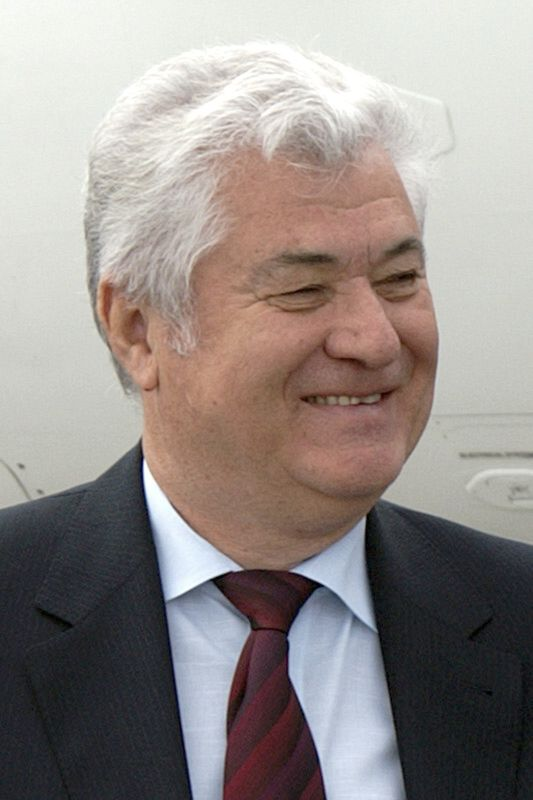
Vladimir Voronin
(mai 2006)

- Dimanche 5 avril 2009 : Les communistes pro-européens sont arrivés largement en tête aux élections législatives. Le Parti communiste moldave (PCM), dirigé par l'actuel président Vladimir Voronin, obtient près de 50 % des suffrages ce qui lui assure la majorité absolue au Parlement. Le Parti libéral-démocrate (LDPM) et le Parti libéral arrivent deuxièmes avec 12 % chacun. L'Alliance Notre Moldavie obtient 10 %. Les huit partis restants qui sont en lice obtiennent moins de 3 % et sont loin de franchir le seuil requis de 6 % pour entrer à l'assemblée. Près de 2,6 millions d'électeurs avaient été appelés dans quelque 2 000 bureaux de vote pour choisir les 101 députés du Parlement qui élira par la suite le nouveau président de cette ancienne république soviétique roumanophone, pays le plus pauvre d'Europe. Anciennement roumaine, la Moldavie avait été annexée par l'URSS et par la force au lendemain de la Seconde Guerre mondiale. Elle a accédé à l'indépendance en 1991 lors de l'effondrement de l'empire soviétique.

- Mardi 7 avril 2009 : Violente journée de manifestations contre la victoire des communistes aux élections législatives de dimanche. Quelque 15 000 personnes dont beaucoup de jeunes manifestants se sont affrontées aux forces de l'ordre, dans le centre de Chișinău, la capitale du pays, et ont pris d'assaut dans l'après-midi la présidence et le Parlement. Ils ont mis à sac les bureaux jetant par les fenêtres le mobilier, les ordinateurs et les papiers. Des dizaines de manifestants et de policiers ont été blessés et une femme, intoxiquée par des émanations de monoxyde de carbone, a trouvé la mort dans le bâtiment du Parlement. Parmi les slogans : « Liberté », « Nous voulons être dans l'Europe », « À bas le communisme », « Nous sommes Roumains », « Vaut mieux être mort que communiste ». Dans un premier temps, l'opposition a appelé à poursuivre les manifestations jusqu'à ce qu'un nouveau scrutin soit organisé et demande aux organisations internationales de ne pas reconnaître les résultats des élections, alors que l'Organisation pour la sécurité et la coopération en Europe juge ces élections « dans l'ensemble conformes aux normes internationales »[1],[2].

- Mercredi 8 avril 2009 :

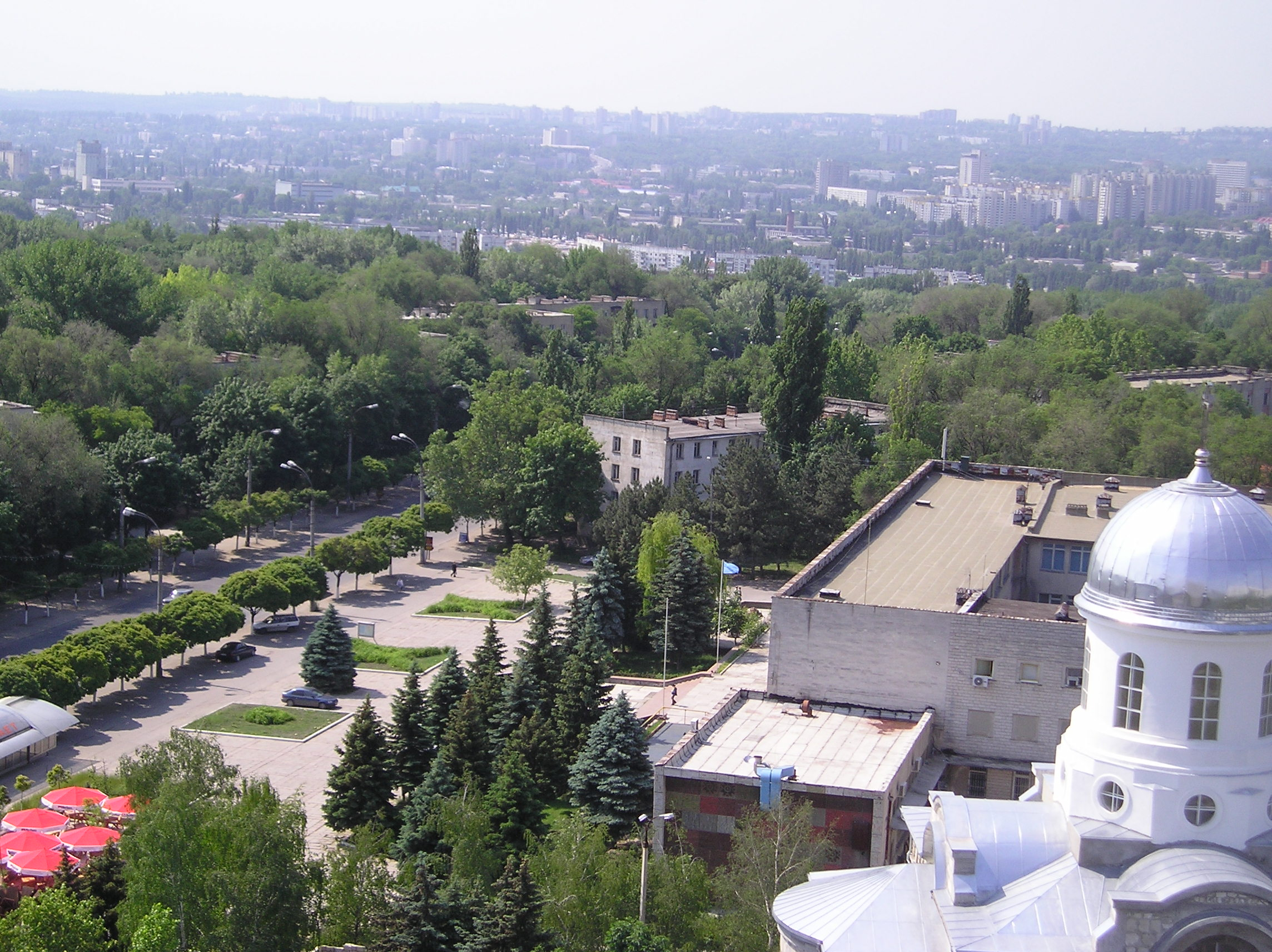
Panorama de Chişinău

  - Les forces de l'ordre ont repris le contrôle du bâtiment du Parlement, dont la veille s'étaient emparés des milliers de jeunes, qui avaient aussi brièvement pris d'assaut la présidence, pour protester contre la victoire des communistes aux législatives de dimanche. Une dizaine de manifestants ont été arrêtés à l'intérieur du bâtiment et tous les protestataires ont été évacués de la place située en face du siège du gouvernement. Le président Vladimir Voronine accuse la Roumanie d'être impliquée dans les violentes émeutes, annonçant en conséquence l'introduction d'un régime de visas avec la Roumanie.
  - Selon les rumeurs, les autorités communistes auraient infiltré des casseurs chargés de mettre à sac les bâtiments, pour discréditer l'opposition, actions favorisées par la spontanéité de la manifestation[3].
  - La Roumanie rejette catégoriquement les accusations des autorités moldaves concernant une ingérence présumée dans les affaires intérieures de la Moldavie. Le ministère roumain des Affaires étrangères roumain estime que « cette accusation est une provocation envers l'état roumain », estimant « inacceptable que le pouvoir communiste de Chișinău transfère à la Roumanie et aux citoyens roumains la responsabilité des problèmes internes de Moldavie » et qualifiant d'« aberrantes les mesures unilatérales » imposant des restrictions de voyage pour les citoyens roumains.
  - L'ambassadeur moldave en Roumanie a été rappelé pour « consultations » alors que celui de Roumanie en Moldavie a été expulsé « en raison d'activités incompatibles avec [son] statut », selon les autorités moldaves. La Russie, toujours inquiète des débordements post-électoraux dans l'ancien bloc soviétique, a jugé « sans fondement » toute remise en cause des résultats des élections.
  - Le ministre russe des Affaires étrangères Sergueï Lavrov appelle l'Union européenne à « agir » pour empêcher que la souveraineté de la Moldavie ne soit menacée par des manifestations aux slogans pro-roumains.
  - Des dizaines de personnes ont été blessées et des centaines d'autres arrêtées lors de l'intervention des forces de l'ordre. Un jeune manifestant est battu à mort par la police.

- Dimanche 12 avril 2009 : La Cour constitutionnelle moldave ordonne un nouveau comptage des voix des élections législatives du 5 avril, dont l'opposition conteste le résultat et qui ont conduit à des émeutes dans la capitale.

- Mardi 14 avril 2009 : Le président Traian Băsescu annonce que la Roumanie demande une enquête européenne sur la « répression » des opposants au régime communiste en Moldavie, où des « violations des droits de l'Homme et de la liberté d'expression » ont été enregistrées ces derniers jours.

- Mercredi 15 avril 2009 : Le président Vladimir Voronine propose une amnistie pour les participants aux émeutes post-électorales et à l'arrêt de toutes les poursuites judiciaires, des mesures qui ne concerneront pas les criminels récidivistes.

- Mardi 21 avril 2009 : La victoire du Parti communiste aux législatives de Moldavie est confirmée à l'issue d'un nouveau comptage des suffrages par la Commission électorale centrale. Les communistes, au pouvoir depuis 2001, obtiennent 60 sièges, le Parti libéral et le Parti libéral-démocrate, 15 mandats chacun, tandis que l'alliance Notre Moldavie sera représentée par 11 députés. L'annonce de ces résultats avait provoqué des manifestations qui avaient dégénéré en émeutes avec le saccage du Parlement et du siège de la présidence. Les opposants estiment que l'essentiel des falsifications ont eu lieu lors de l'établissement des listes électorales et non pendant le comptage.

- Vendredi 24 avril 2009 : Un responsable de la Transnistrie, Vladimir Iastrebtchak, « ministre des Affaires étrangères » de la république séparatiste pro-russe, estime que les conditions ne sont pas réunies pour une reprise des pourparlers visant à trouver une solution au conflit territorial.

### Mai 2009
- Mercredi 20 mai 2009 : Le Parlement de Moldavie, dominé par le Parti communiste, n'est pas parvenu à faire élire sa candidate, Zinaida Greceanîi, malgré ses 60 voix sur 101 députés.

### Juin 2009
- Mercredi 3 juin 2009 : Le Parlement de Moldavie, dominé par le Parti communiste, ne parvient toujours pas à élire le nouveau président de la République pour succéder à Vladimir Voronine, ce qui selon la Constitution doit conduire à une dissolution de l'Assemblée et à la convocation de législatives anticipées.

- Lundi 15 juin 2009 : Le président sortant Vladimir Voronine, et chef du Parti communiste, au pouvoir depuis 2001, dissout le Parlement et fixe au 29 juillet des législatives anticipées, les députés de l'ex-république soviétique n'ayant pas réussi à élire un nouveau chef de l'État. Les trois partis d'opposition représentés au Parlement ont bloqué l'élection du premier ministre communiste, Zinaida Greceanîi, à la présidence du pays, provoquant ainsi cette dissolution de l'assemblée.

- Lundi 22 juin 2009 : Le Premier ministre russe, Vladimir Poutine, annonce que la Russie est prête à accorder un crédit de 500 millions de dollars à la Moldavie, ex-république soviétique, en proie à une crise politique et économique.

### Juillet 2009
- Mercredi 29 juillet 2009 : Élections législatives anticipées visant le pays d'une crise politique issue d'un précédent scrutin. La victoire écrasante des communistes lors des législatives d'avril avait conduit à des manifestations qui ont dégénéré en émeutes, débouchant sur le saccage du Parlement et de la présidence, et une dissolution du Parlement. Le président Vladimir Voronine avait été contraint en juin de dissoudre l'assemblée nationale faute d'un compromis avec l'opposition pour élire son successeur. Quelque 2,6 millions d'électeurs sont appelés à voter et ont le choix entre huit partis politiques, dont le Parti communiste au pouvoir depuis 2001.

- Jeudi 30 juillet 2009 :
  - L'opposition libérale moldave semble en passe de former une coalition après sa victoire sur les communistes aux législatives, mais sans avoir le nombre de sièges nécessaire pour désigner le prochain président. Les quatre partis d'opposition cumulent 53 sièges sur 101, mais le Parti communiste reste la principale force politique du pays, totalisant 45,07 % des suffrages et 48 sièges de députés. L'opposition n'obtient donc pas la majorité requise pour élire le prochain président – 61 voix sur 101 –, véritable enjeu du scrutin.
  - Selon le chef du Parti libéral-démocrate Vlad Filat : « On ne peut pas encore dire qu'une coalition est formée, mais des dirigeants politiques ont fait des déclarations disant qu'une coalition des quatre partis pouvait être formée [...] Après huit ans d'autoritarisme en Moldavie, un développement démocratique devient possible dans le pays. Nous espérons que le parti communiste va aller dans l'opposition et se comporter de manière civilisée »[4].